# Brunettia pallescens
Brunettia pallescens är en tvåvingeart som beskrevs av Quate 1967. Brunettia pallescens ingår i släktet Brunettia och familjen fjärilsmyggor. Inga underarter finns listade i Catalogue of Life.